# Apple Push Notification service
L'Apple Push Notification service (APNs), anciennement connu sous le nom d'Apple Push Service (APS), est un service de notification créé par Apple, permettant aux développeur d'applications tierces d'envoyer des notifications aux applications installées sur les appareils Apple.

## Histoire
Le service a été lancé le 17 juin 2009 lors du lancement d'iOS 3.
En 2014, Apple augmente la taille maximale autorisée pour une charge utile de notification envoyée via l'interface binaire a été de 256 octets à 2 kilo-octets puis 4 kilo-octets (ou 5ko si vous utilisez le protocole Voix sur IP) en 2015 avec l’arrivé du protocole HTTP/2 en décembre 2015. Le protocole HTTP/2 utilise le port 443 par défaut (il replace donc les ports 2195 et 2196 utilisés précédemment).
En novembre 2020, Apple oblige les développeurs à utiliser la nouvelle version des APNs avec le protocole HTTP/2. La date fut reportée au 31 mars 2021 à cause de la pandémie de la COVID-19,

## Fonctionnalités
Ce service permet aux développeurs d’envoyer des messages sur les appareils des utilisateurs, Elles sont alors affichées dans le centre de notifications. L’utilisateur n’a pas besoins d’être sur son téléphone ou sur l’application pour les recevoir. Un son peut être émis lors de la réception. 
Les informations de notification envoyées peuvent inclure des badges, des sons, des mises à jour en kiosque ou des alertes textuelles personnalisées.
La prise en charge des APN pour les applications locales a ensuite été ajoutée à l'API Mac OS X à partir de la sortie de Mac OS X 10.7 ("Lion").
La prise en charge des notifications de sites Web a été ajoutée avec la sortie de Mac OS X Mavericks.
iOS 5 embarque le lancement du centre de notifications, qui permet de lire et de recevoir ces notifications.

### Apple Push Console
Lors de la WWDC23, Apple annonce une nouvelle console à destination des développeurs pour surveiller et obtenir des informations sur l'envoi des notifications via leur service. Différentes informations et actions sont donc accessibles via cette console comme l'envoi des notifications, la surveillance de ces dernières.

## Vie privée
La sécurité est toujours une question centrale selon Apple. Les notifications sont envoyées selon eux, via des connexions chiffrées, et chaque appareil reçoit un identifiant unique pour garantir que les notifications sont envoyées au bon destinataire. Apple assure ne pas stocker le contenu des notifications sur ses serveurs, assurant ainsi la confidentialité des données transmises